# Agyagási Károly
Agyagási Károly bölöni (Mezőbánd, 1853. október 19. – Marosvásárhely, 1933. február 7.) orvos, költő, író, műfordító.

## Életútja
Agyagási Mihály református lelkész unokája volt. Eredeti szakmája orvos, az EKE Marostordai Osztály orvosa volt (1894-től), később Maros-Torda vármegye tiszti főorvosa lett. Az I. világháborúban katonaorvosi szolgálatot teljesített, majd Marosvásárhelyen tisztiorvosi szolgálatot töltött be.
Több orvosi értekezése mellett számos verset, tárcát, regényt és elbeszélést írt. Rövidebb írásai a korabeli lapokban jelentek meg. A néma című zenés parasztdrámáját több vidéki színház is komoly sikerrel játszotta. Műfordításai közül kiemelkednek Rabindranáth Tagore-átültetései.
1928-ban nagy összegű alapítványt tett a Kemény Zsigmond Társaságban prózai, verses és dalpályázatok javára.

## Ismertebb önállóan megjelent művei
- Orvos és közönség. Etika; szerzői, Marosvásárhely, 1905
- A galamb és a sas (költői beszély, Marosvásárhely, é. n.)
- Három románcz. Zongorára vagy harmóniumra (Marosvásárhely, 1926)
- Erdélyi szomorú-Új népdalok (költemények, Marosvásárhely, 1928)
- Szerencsés Mátyás. Énekes és táncos bohózat két felvonásban (Marosvásárhely, 1929)
- Hervadt lombok (költemények, Marosvásárhely, 1932)